# VII століття
VII століття — століття, що охоплює роки з 601 по 700 рік за юліанським календарем. Це століття ознаменувалось зародженням і поширенням ісламу, а також перших слов'янських держав. Чума Юстиніана продовжувала спалахувати в різних країнах Європи, Близького Сходу та Азії.

## Політика
Політична мапа Старого світу на 700 рік.

### Араби
На початку століття араби мешкали на Аравійському півострові й були підвладні перській імперії Сассанідів. У 620-х роках на основі вчення пророка Магомета виник іслам, який об'єднав різні арабські племена. Після смерті Магомета 632 року союз арабів-мусульман стали очолювати халіфи. Перші 4 халіфи обиралися і отримали назву правовірних. Починаючи з Муавії, влада халіфа стала передаватися від батька до сина й 661 року утворилася династична монархія під назвою Омеядський халіфат.
Арабські завоювання розпочалися в 630-х. 636 року араби завдали поразки візантійцям на річці Ярмук, що стало однією з найбільш поворотних битв у історії. Після цього вони захопили у Візантії Сирію, Палестину й Єгипет. Центр Омеядського халіфату розташувався сирійському Дамаску. Дуже швидко арабські війська здолали імперію Сассанідів, яка припинила існування 651 року зі смертю останнього з шахів династії. Упродовж 670-х араби тримали в облозі Константинополь, але не змогли його захопити. До кінця століття араби попри опір Візантії та берберів повністю захопили Північну Африку. На сході вони заволоділи великими територіями Персії, Середньої Азії, Афганістану.
До кінця століття арабська мова стала офіційною в Омеядському халіфаті. Халіфат почав карбувати власні монети й боротися з іконами.

### Візантія
Візантійська імперія впродовж століття втратила значну частину своїх володінь. З 602 по 628 рік вона вела війну з імперією Сассанідів, яка спочатку складалася на користь персів, які зохопили Вірменію, Сирію, Палестину й Єгипет. Однак, заручившись підтримкою тюрків, візантійці змогли повернути хід війни й відвоювати свої території. Внаслідок поразки в імперії Сассанідів почалися безпорядки й громадянська війна.
636 року візантійцям завдали важкої поразки араби. Сирія, Палестина, а згодом і Єгипет опинилися в їхніх руках. Поступово араби відвоювали у Візантії всю Північну Африку.
За імператора Константа II Візантія зробила спробу повернути собі Італію, але Лангобардське королівство вистояло. Були у Візантії проблеми також на Балканах, які поступово заселили слов'яни, і куди переселилася частина булгар. Таким чином, на кінець століття у володінні візантійців залишилися Мала Азія, Греція, деякі області Італії, острови Середземного моря та Сеута.

### Західна Європа
Більшу частину території Італії контролювало Лангобардське королівство. Візантії належали Рим, Равенна, Неаполь. Під кінець століття італійські володіння Візантії отримали значну незалежність, оскольки імперія вже не могла підтримувати їх у боротьбі з лангобардами, і їм доводилося покладатися на власні сили.
Франкське королівство дещо розширилося територіально, підкоривши собі фризів у дельті Рейну й завоювавши частину Бретані. Франкам довелося дати відсіч кільком походам на них аварів, але основними подіями в королівстві були внутрішні чвари. Королівство франків більшу частину століття було розділене на три області: Австразію, Нейстрію та Бургундію, де правили різні королі з династії Меровінгів. Дагоберт I був останнім сильним королем династії. Після нього державу очолювали або малолітні або загалом слабкі королі, й реальна влада опинилася в руках мажордомів. Мажордоми Нейстрії та Австразії теж вели між собою боротьбу, але під кінець століття реальна влада у всьому королівстві сконцентрувалася в руках Піпіна Герістальського.
У Візіготському королівстві це століття відоме як століття соборів. Візіготи регулярно скликали в Толедо церковні собори, де вирішувалися релігійні питання, зокрема те, як навернути євреїв до християнства.
У Британії це століття входить до періоду гептархії. Існувало сім англосакських королівств, інші землі контролювали брити та пікти. Королівства вели між собою часті війни.
Племена, що заселяли північну Європу, ще не утворили державності.

### Слов'яни
Слов'яни розселилися в Східній Європі. Частково їхнє розселення було пов'язане з аварами, спільно з якими слов'яни ходили у військові походи на Візантію. Авари домінували в цих союзах, але 623 року слов'яни збунтувалися. Їх очолив франкський купець Само. Як наслідок, утворилася перша слов'янська деражава Само із центром у Моравії. Держава контролювала значні території, але розпалася після смерті свого засновника. Майже одразу ж після розпаду Само утворилася нова слов'янська держава — князівство Карантанія.
679 року на Балкани прийшли булгари із Великої Болгарії, що потрапила під владу Хозарського каганату. 681 рік вважається роком заснування Першого Болгарського царства. Булгари в ньому швидко слов'янізувалися.
На решті територій свого розселення слов'яни ще не утворили державності. Зокрема, серби та хорвати жили на візантійських землях.

### Китай
Китай розпочав століття об'єднаним під правлінням династії Суй. 618 року її змінила династія Тан. На початку свого правління династія Тан була доволі сильною. Після короткої пацифікації невдоволених переворотом її правителі взялися за кочові народи півночі та Середньої Азії. Здобуваючи перемоги, вони нав'язували тюркським племенам своїх правителів. Ситуація змінилася під кінець століття, коли Китай дещо ослаб. Тюрки знову вийшли з-під контролю, відновили Тюркський каганат, рейди на північні китайські території почали здійснювати кидані.
Під кінець століття влада в Китаї сконцентрувалася в руках імператриці У Цзетянь. Спочатку вона правила через своїх синів, а з 690 року від свого імені. Утворилася нова династія — Друга династія Чжоу.

### Кочові народи

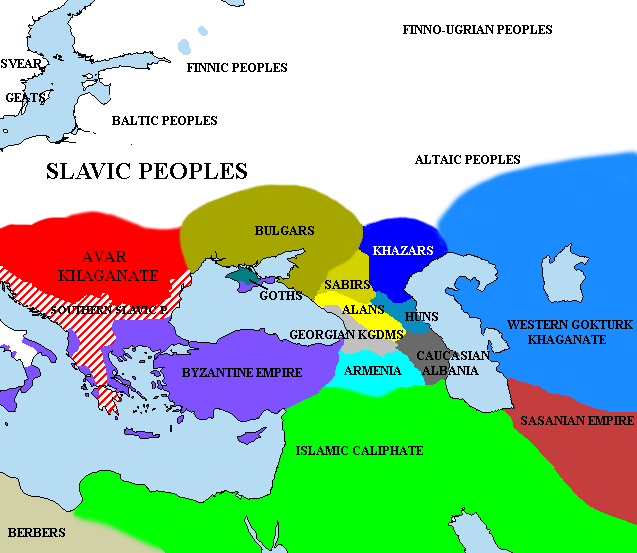
Кочові народи Причорномор'я на 650 рік

На початку століття Тюркський каганат розпався на Західний та Східний. Західний каганат контроював степи Середньої Азії й нападав на володіння імперії Сассанідів. Східний каганат контролюав землі в Монголії та на північ від Китаю. У середині століття обидва каганати занепали й стали підвладними Китаю. Однак, у 680-х Тюркський каганат відновився і тюрки відновили свої рейди на китайські землі.
Після утворення Тюркського каганату авари перекочували у Східну Європу, де утворили Аварський каганат із центром у Паннонії. У першій половині століття авари разом зі слов'янами здійснювали походи на балканські володіння Візантії. Потім слов'яни збунтувалися й утворили власну державу Само.
В середині століття навколо Азовського моря утворилася держава булгар — Велика Булгарія. Ця держава розпалася під тиском хозарів. Булгари розділилися. Та частина, що залишилася на місці асимілювала з хозарами, інша частина пішла на північ, де згодом утворилася Волзька Булгарія, частина рушила на південь, на Кавказ і у Крим, ще одна частина перекочучала на Балкани, де утворилося Перше Болгарське царство, в якому булгари асимілювали зі слов'янами, ще один потік булгар пішов до Італії, де вони теж асимілювалися з місцевими жителями.
Хозари в середині століття утворили свою державу Хозарський каганат, під владу якого потрапили серед інших території колишньої Великої Болгарії.

### Терени України
На території лісостепової України в VII столітті виділяють пеньківську й празьку археологічні культури. У VII столітті продовжилося швидке розселення слов'ян. У Північному Причорномор'ї співіснують різні кочові племена, зокрема булгари, хозари, алани, авари, тюрки, кримські готи.

### Інші краї та народи
В Японії продовжувався період Асука. Країна перебувала в процесі становлення державності. У ній утвердився буддизм, відбулися реформи Тайка, що мали метою організацію правління за китайським зразком. Японія спробувала втрутитися у війну в Кореї, але обпеклася й надалі займалася власними справами.
У Кореї завершився період трьох корейських держав. Держава Сулла з допомогою Китаю підкорила собі Пекче і Когурьо. Під кінець століття Когурьо відновилася у вигляді держави Бохай.
Індія була роздроблена. Значні території об'єднав на півночі субконтиненту Харша, але його держава існувала, доки він жив.
Імперія Шривіджая контролювала морську торгівлю на Малайському архіпелазі.
У Центральній Америці продовжувався класичний період цивілізації мая.

## Релігія

### Іслам
Іслам виник на початку століття на основі вчення пророка Магомета. Спочатку курайшити Мекки сприйняли його вороже. 622 року Магомет здійснив хіджру — переселення в Медину. Цей рік став першим роком мусульманського календаря. Магомет захопив Мекку силою 630 року. Через два роки він помер. До 651 року було завершено компіляцію Корану.
Перший розкол стався в мусульманському світі в зв'язку з обранням чергового халіфа. Після смерті другого правовірного халіфа Умара ібн аль-Хаттаба, убитого персом-християнином у Медині, халіфом став Осман ібн Аффан. Прихильники Алі ібн Абу Таліба не погодилися з таким рішенням, що започаткувало розкол в ісламі на сунітів та шиїтів. 656 року Османа ібн Аффана убили й 4-им правовірним халіфом став Алі, але його запідозрили в організації вбивства, що розпочало громадянську війну. Перемогу у війні здобув полководець Муавія, засновник Омеядського халіфату з центром у Дамаску. Остаточно партія шиїтів сформувалася 680 року після смерті Муавії.
Омеяди контролювали великі завойовані території, але у власне Аравії їм ще довго довелося придушувати повстання шиїтів, хариджитів та азракітів, а також прихильників Аїші.

### Християнство
Християнство продовжувало поширюватися серед язичницьких племен Європи: англосаксів, фризів, тюрингів, баварів та слов'ян, але воно відступило під тиском ісламу на Близькому Сході та в Північній Африці.
Християнство не було єдиним, суперечки між сходом і заходом та боротьба з єресями продовжувалися. Аріанство відступило, від нього після тривалої боротьби відмовилися візіготи, популярним воно залишалося тільки в Лангобардському королівстві. Головною темою суперечок було монофізитство, що мало глибокі корені на сході. Візантійські імператори намагалися знайти компроміс у формі монофелітства. Їх підтримав один із римських пап Гонорій I, але його послідованики не згодилися. Третій Константинопольський собор засудив монофелітство як єресь, таким чином папа Гонорій був проголошений єретиком. Поступово території, де набуло популярності монофізитство, потрапили під владу мусульман, християнські нехалкідонські церкви там залишилися, але втратили політичне значення.

### Інші релігії
Офіційна релігія імперії Сассанідів зороастризм почав занепадати після арабського завоювання Персії. Ранні мусульмани відрізнялися релігійною терпимістю, проте заохочували ісламізацію різними методами, зокрема економічними. Перській знаті вигідно було обусурманитися. Аналогічні процеси відбувалися й на раніше християнських землях, захоплених арабами.
Серед народів Азії поширювався буддизм.

## Винаходи
- Близько 650 року в Китаї з'явилися паперові гроші.
- 673 року винайдено грецький вогонь.
- У Персію з Китаю прийшло стремено.

## Окремі події
- друга половина VI—перша половина VII століття — Існування Аварського каганату;
- VI–VII століття — Виникнення у Середньому Подніпров'ї політичного об'єднання Русь;
- VI–VII століття — Просування антів і склавинів на Дунай. Заселення слов'янськими племенами Балканського півострова;
- 622 — Виникнення й початок поширення ісламу;
- 602 — Похід аварів на антів. Остання згадка про антів;
- початок VII століття — Утворення в Приазов'ї Великої Булгарії;
- середина VII століття — Утворення Хозарського каганату;
- 679 — Переселення болгарської орди Аспаруха на Дунай;
- VII–VIII століття — Проникнення в Крим хозар і болгарських племен.